# Elisabeth Frink
Pour les articles homonymes, voir Frink.
Elisabeth Frink née le 14 novembre 1930 à Thurlow (Suffolk) et morte le 18 avril 1993 à Blandford Forum (Dorset), est une sculptrice, graveuse et dessinatrice britannique qui fait partie du courant néofiguratif.
Son travail, directement inspiré de Rodin, prend forme au milieu des années 1950. Formée à la Chelsea College of Art and Design, elle fut proche dans l'inspiration d'un Eduardo Paolozzi ou d'un Bernard Meadows, ses contemporains réunis au sein du groupe « Geometry of Fear » ; ses sujets de prédilection sont le corps humain, les oiseaux, les chevaux et le religieux.
Elle travaille en France de 1967 à 1970 où elle réalise des têtes humaines monumentales. En 1976, son Running Man est acquis par le Carnegie Museum of Art. En 1987, la Royal Academy of Arts propose une rétrospective de son œuvre.

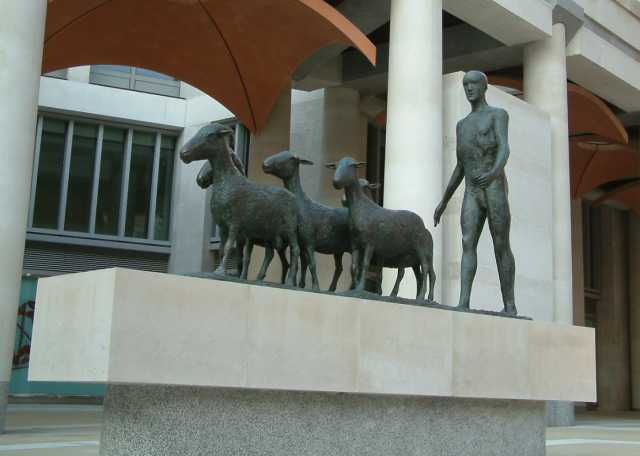
Paternoster, Paternoster Square, Londres
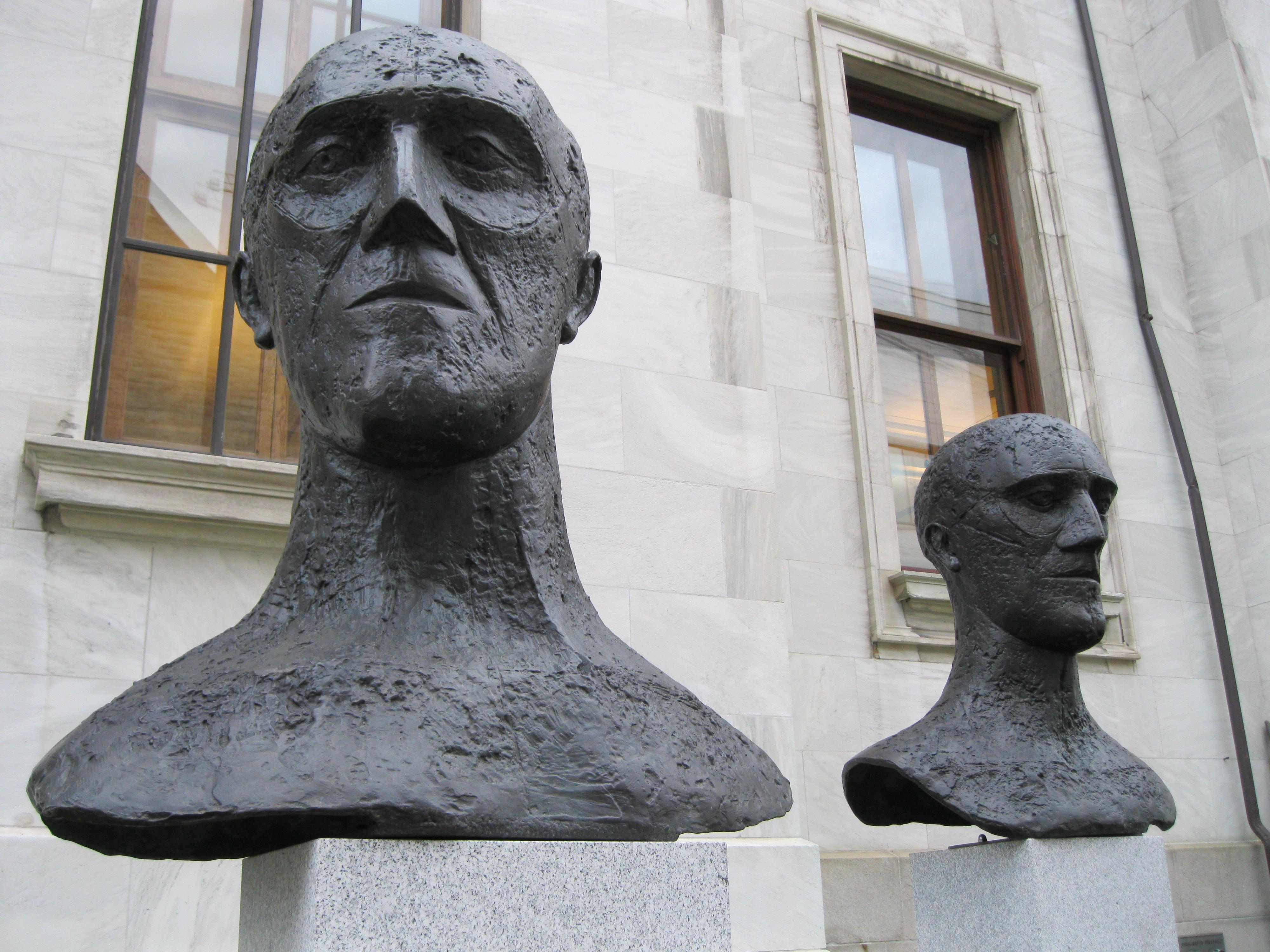
In memoriam I et In memoriam II (1981), Musée des beaux-arts de Montréal